# 李星玄
李星玄（韓語：이성현，1991年1月10日—）是韩国踢拳运动员，以其速度和精巧的组合着称。因在K-1与播求交手而知名。

## 职业生涯成绩
2014年1月11日，与西班牙本土选手伊拉姆·诺戈尔（Elam Ngor）激战3回合,最终李星玄以微弱优势分歧判定获胜晋级4强。